# Arengosse
Arengosse (gaskognisch: Arangòssa) ist eine französische Gemeinde mit 713 Einwohnern (Stand: 1. Januar 2022) im Département Landes in der Region Nouvelle-Aquitaine (vor 2016: Aquitanien). Sie gehört zum Arrondissement Mont-de-Marsan, zum Kanton Pays Morcenais Tarusate und zum Gemeindeverband Pays Morcenais.

## Geographie
Die Gemeinde Arengosse liegt etwa 26 Kilometer westnordwestlich von Mont-de-Marsan in den Landes de Gascogne, dem größten Waldgebiet Westeuropas. Durch den Südwesten der Gemeinde fließt der Bès.Umgeben wird Arengosse von den Nachbargemeinden Sabres im Norden, Luglon im Nordosten, Ygos-Saint-Saturnin im Osten, Villenave im Süden, Morcenx-la-Nouvelle im Westen und Nordwesten.

## Bevölkerungsentwicklung
| Jahr                       | 1962 | 1968 | 1975 | 1982 | 1990 | 1999 | 2010 | 2021 |
| Einwohner                  | 781  | 778  | 726  | 711  | 709  | 676  | 706  | 709  |
| Quellen: Cassini und INSEE |      |      |      |      |      |      |      |      |

## Verkehr
Arengosse Ygos hat einen Bahnhalt an der Bahnstrecke Morcenx–Bagnères-de-Bigorre und wird im Regionalverkehr zwischen Bordeaux Saint-Jean und Mont-de-Marsan mit Zügen des TER Nouvelle-Aquitaine bedient.

## Sehenswürdigkeiten

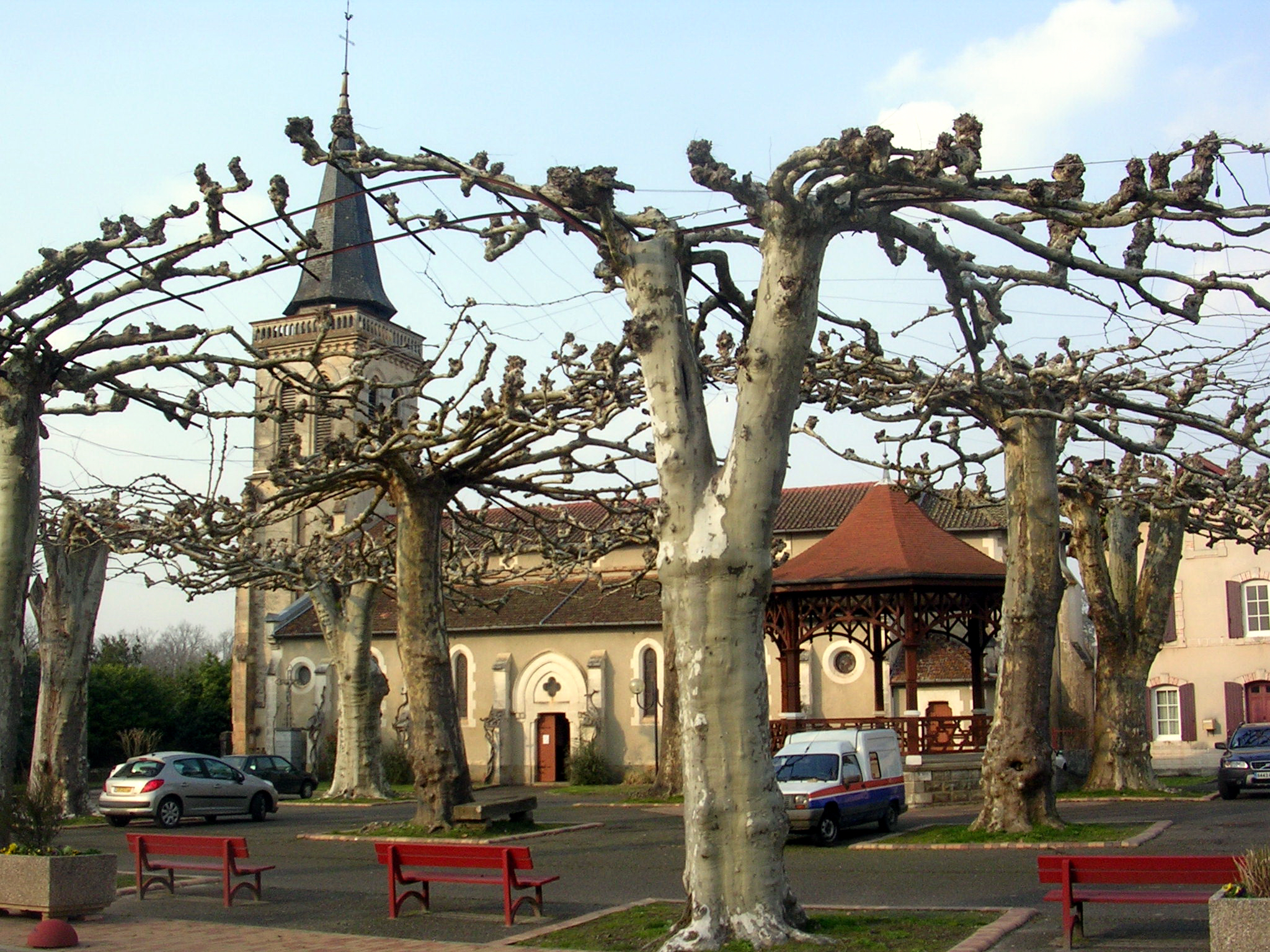
Kirche Notre-Dame-et-Sainte-Catherine
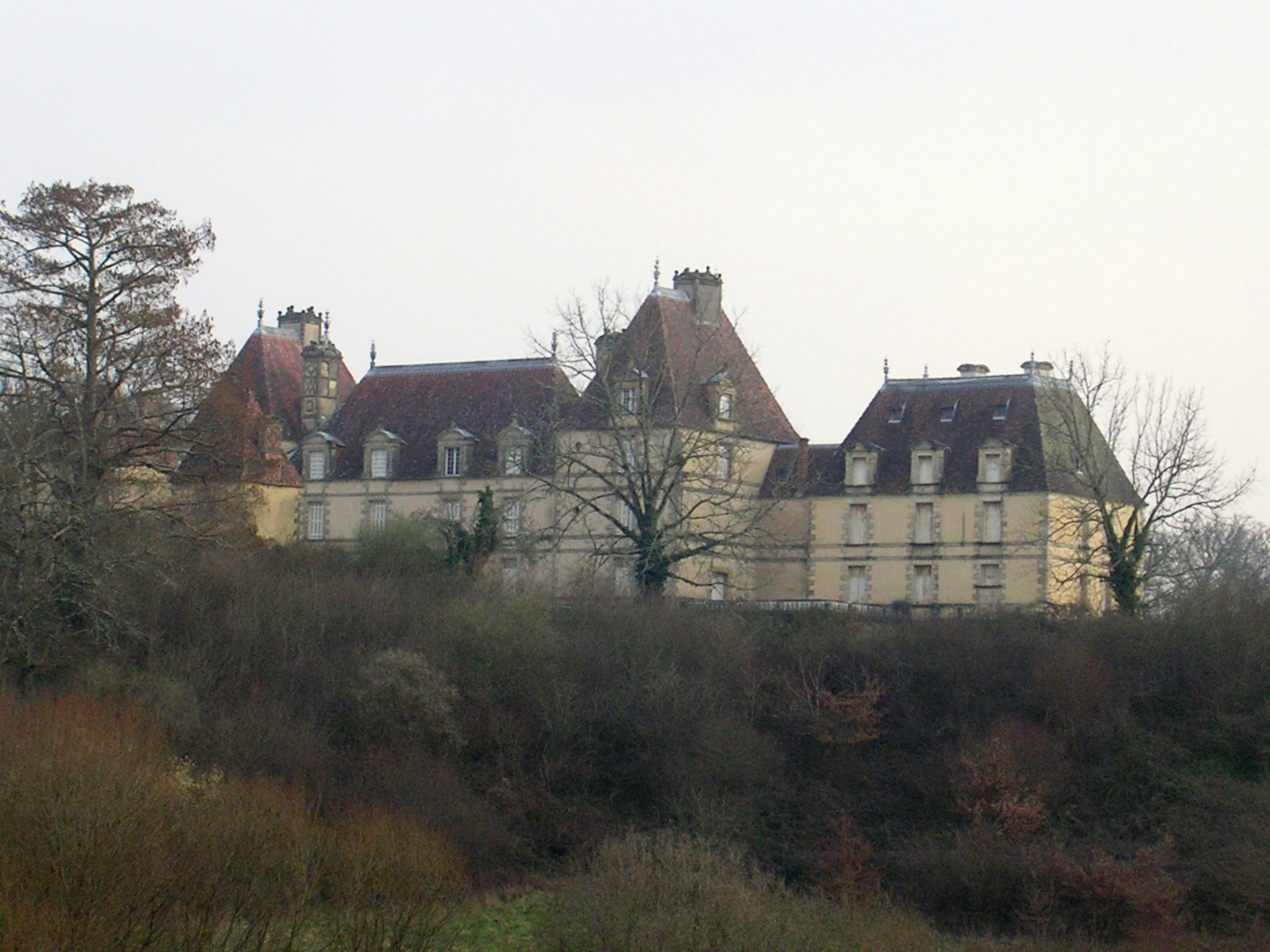
Schloss Castillon aus dem 17. Jahrhundert, Monument historique seit 1948
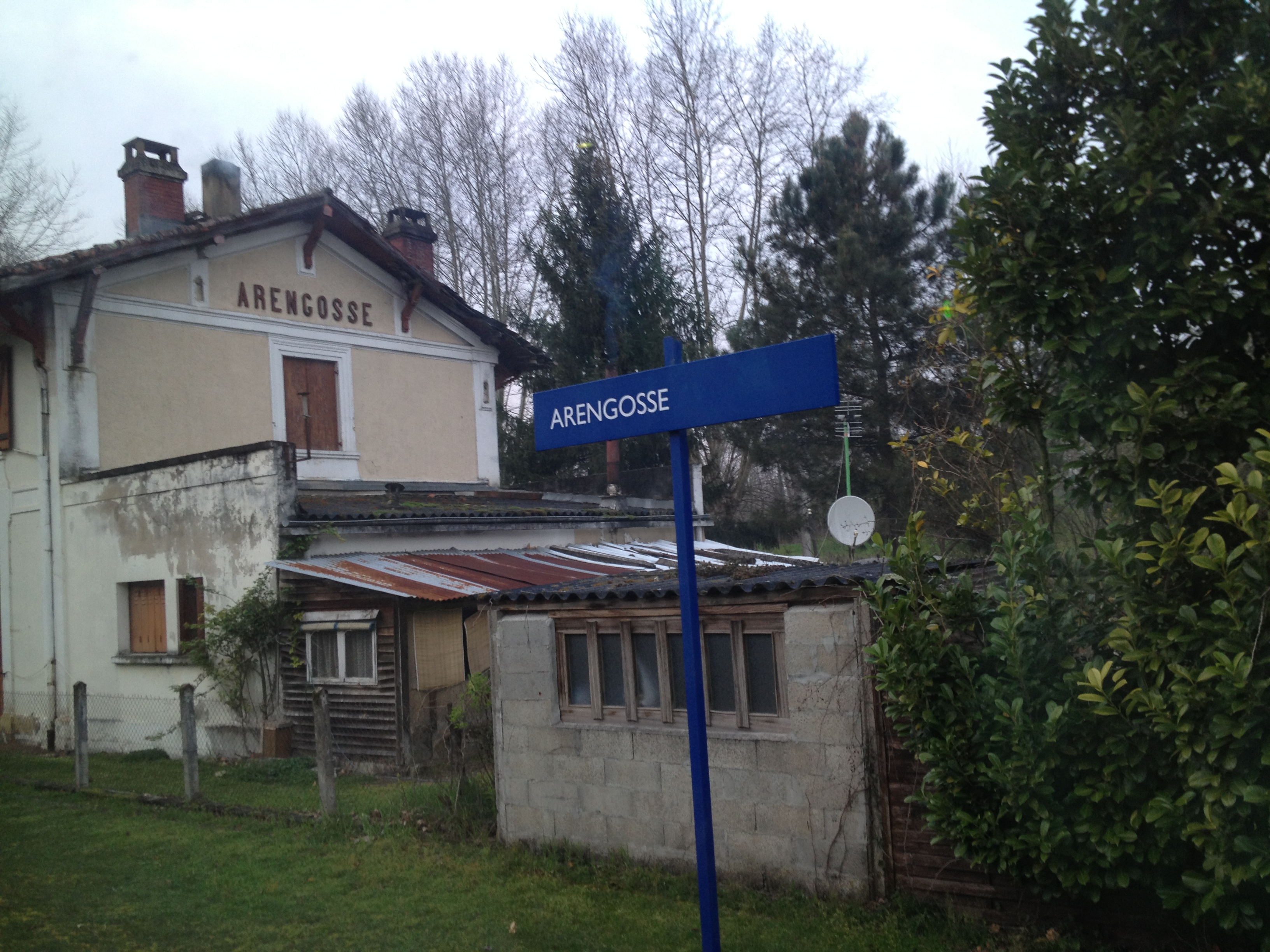
Wasserturm

- Kirche Notre-Dame-et-Sainte-Catherine
- Schloss Castillon
- Bahnhalt Arengosse